# RFL Championship 1950-51
El Championship de 1950-51 fue la 56.º edición del torneo de rugby league más importante de Inglaterra.

## Formato
Los equipos se enfrentaron en formato de todos contra todos, los primeros cuatro equipos clasificaron a postemporada.
Se otorgaron 2 puntos por cada victoria, 1 por el empate y 0 por la derrota.

## Desarrollo

### Tabla de posiciones
| Pos. | Equipo               | Encuentros | Encuentros | Encuentros | Encuentros | Puntos |
| Pos. | Equipo               | PJ         | PG         | PE         | PP         | Puntos |
| ---- | -------------------- | ---------- | ---------- | ---------- | ---------- | ------ |
| 1    | Warrington Wolves    | 36         | 30         | 0          | 6          | 60     |
| 2    | Wigan Warriors       | 36         | 29         | 1          | 6          | 59     |
| 3    | Workington Town      | 36         | 27         | 0          | 9          | 54     |
| 4    | Leigh Centurions     | 36         | 24         | 2          | 10         | 50     |
| 5    | Leeds Rhinos         | 36         | 24         | 0          | 12         | 48     |
| 6    | St Helens RFC        | 36         | 22         | 1          | 13         | 45     |
| 7    | Hunslet FC           | 36         | 22         | 1          | 13         | 45     |
| 8    | Batley Bulldogs      | 36         | 21         | 1          | 14         | 43     |
| 9    | Huddersfield Giants  | 36         | 20         | 2          | 14         | 42     |
| 10   | Wakefield Trinity    | 36         | 19         | 3          | 14         | 41     |
| 11   | Halifax RLFC         | 36         | 20         | 0          | 16         | 40     |
| 12   | Broughton Rangers    | 36         | 19         | 2          | 15         | 40     |
| 13   | Dewsbury Rams        | 36         | 19         | 2          | 15         | 40     |
| 14   | Bradford Northern    | 36         | 19         | 0          | 17         | 38     |
| 15   | Oldham RLFC          | 36         | 17         | 2          | 17         | 36     |
| 16   | Keighley Cougars     | 36         | 16         | 3          | 17         | 35     |
| 17   | Swinton Lions        | 36         | 16         | 1          | 19         | 33     |
| 18   | Hull FC              | 36         | 15         | 2          | 19         | 32     |
| 19   | Salford Red Devils   | 36         | 15         | 1          | 20         | 31     |
| 20   | Barrow Raiders       | 36         | 14         | 2          | 20         | 30     |
| 21   | Whitehaven RLFC      | 36         | 13         | 3          | 20         | 29     |
| 22   | Rochdale Hornets     | 36         | 14         | 1          | 21         | 29     |
| 23   | Hull Kingston Rovers | 36         | 12         | 2          | 22         | 26     |
| 24   | Bramley RLFC         | 36         | 11         | 3          | 22         | 25     |
| 25   | Castleford Tigers    | 36         | 12         | 1          | 23         | 25     |
| 26   | Featherstone Rovers  | 36         | 12         | 1          | 23         | 25     |
| 27   | Widnes Vikings       | 36         | 10         | 1          | 25         | 21     |
| 28   | York FC              | 36         | 8          | 1          | 27         | 17     |
| 29   | Liverpool Stanley    | 36         | 2          | 1          | 33         | 5      |

|  | Clasificados a postemporada. |

### Postemporada

#### Semifinal
| 28 de abril de 1951 | Warrington Wolves | 15 - 9 | Leigh Centurions |  |  |

| 28 de abril de 1951 | Wigan Warriors | 5 - 8 | Workington Town |  |  |

#### Final
| 12 de mayo de 1951 | Warrington Wolves | 11 - 26 | Workington Town | Leeds Road, Huddersfield |  |

| Bandera de Inglaterra   |
| Campeón Workington Town |
| Primer título           |